# گاه‌شماری طالقانی
گاه‌شماری طالقانی یا گاه‌شماری مهرانی نوعی از گاهشمار ساسانی است که در آن سال برابر ۳۶۵ روز و شامل دوازده ماه ۳۰ روزه بوده‌است و در منطقه بالاطالقان و روستا مهران رایج می‌باشد.

## طالقان
منطقه طالقان در استان البرز واقع شده‌است که به سه بخش بالاطالقان، میان طالقان و پایین طالقان تقسیم می‌شود. مردمان بالاطالقان به طبری طالقانی سخن می‌گویند. مردمان پایین طالقان و میان طالقان به مازندرانی با لهجه طالقانی سخن می‌گویند.

## تقویم طالقان
مردم طالقان از گونه ای از تقویم و گاهشماری که بازماندهٔ گاهشماری دوران پیش از اسلام و مانند تقویم طبری است استفاده می‌کنند.
این تقویم برگرفته از گاهشماری یزدگری باستانی (عُرفی) در روزگار ساسانیان است که کم و بیس با تقویمی که امروزه فرسی نامیده می‌شود هماهنگی دارد.
در این تقویم هر ماه سی روز است و هر سال دوازده ماه دارد. به این ترتیب، روزهای دوارده ماه برار با سیصد و شصت روز خواهد بود، ولی از آ «جا که شمار درست‌تر روزهای هر سال سیصد و شصت و پنج روز و چند ساعت است، پس هر سال پنج روز به دوازده ماه می‌افزایند و آن را پنج پیتک می‌خوانند.
گرچه اهالی آبادی‌های بالاطاقان نظیر روستای مهران نوروز را در آغاز بهار جشن می‌گیرند، اما چون گاهشماری ایشان برپایه گاهشماری ساسانیان است، قَسَرما نخستین ماه از تقویم ایشان خواهد بود تا ترتیب نام ماه‌ها درست درآید. ماه‌های طالقانی این نام‌ها را دارند: قَسَرماه، کرچِ ما، خراما، تیرِ ما، مردالِ ما، شریرِما، میرِما، اونِ ما، سیاما، دیاما، وهمنه ما و نورج ما.
روز دوم پنج پیتک وابسته به اونِ ما است و روز سوم، دیاما و روز چهارم، وهمنه ما و روز پنجم، نورج ما. آب و هوای هر ماه از هوای آن روزپیش بینی می‌کنند. گاهی نیز هوای چهار فصل سال را از از روی چهار روز پایانی پنج پیتک پیش گویی می‌کنند.
این تقویم با تقویم دیلمی که در نواحی کوهستانی شرق گیلان استفاده می‌شود متفاوت می‌باشد.

## نام ماه های طالقانی
طالقانیان درباره هر ماه خود باورهایی دارند:
1. قَسَرِ ما (qasare mā): قسر هرچیز لخت یا گوسفند نازا را می‌گویند. در این ماه، گیاهان خشک می‌شوند. (تقریبا همزمان با مرداد ماه رسمی)
2. کرچِ ما (kurče mā): کرچ به گردویی گفته می‌شود که مغزش سفت شده‌است. این ماه ویژه ریختن گردوها از درخت است. نام دیگر این ماه اغوزوُروُن ما است. (تقریبا همزمان با شهریور ماه رسمی)
3. خراما (xarā mā): در این ماه هوا منقلب می‌شود و خرخر می‌کند. (تقریبا همزمان با مهرماه رسمی)
4. تیرِ ما (tire mā): (تقریبا همزمان با آبان ماه رسمی)
5. مردالِ ما (merdāle mā): (تقریبا همزمان با آذر ماه رسمی)
6. شریرِ ما (šarire mā): (تقریبا همزمان با دی ماه رسمی)
7. میرِ ما (mire mā): در این ماه همه چیز، به ویژخ لبنیات، فراوان است. (تقریبا همزمان با بهمن رسمی)
8. اونِ ما (une mā): در این ماه آب زیاد می‌شود و می‌گویند: شرشرآب و وای وای نان. چون آب فراوان می‌جوشد کیسه‌های آرد برای پختن نان خالی اند و گندم برای خوردن نیست. (تقریباً همزمان با اسفند ماه رسمی)
9. سیاما (siyā mā): در این ماه برف‌ها آب می‌شوند و سیاهی زمین آشکار می‌شود. (تقریبا هم‌زمان با فروردین ماه رسمی)
10. دیاما (diyā mā): دی، همان دود و بخار است و نشانه خوبی هواست. در این ماه، بر اثر گرمای بهار و تابش خورسید، بخار آب‌های رویهٔ زمین به هوا بلند می‌شود. (تقریبا همزمان با اردیبهشت ماه رسمی)
11. وهنِ ما (mire mā): (تقریبا همزمان با خرداد ماه رسمی)
12. نورجِ ما (nuroje mā): احتمالاً همان نوروز ماه طبری است. این ماه تقریباً همزمان با تیر ماه رسمی با ویژگی‌های باستانی اسفند ماه و فروردین ماه است.

## فصل‌ها در تقویم طالقانی
چنانچه مردمان مهران می‌گویند، شریرما، نخستین ماه زمستان طالقان و آغاز چله است؛ بنابراین، زمستان شامل شریرما، میرما و اون ما، بهار شامل سیاما، دیاما، وهمنِ ما، تابستان شامل نورج ما، قسرما، کرچ ما، و پاییز شامل خراما، تیرما و مردال ما می‌شود.

## خصوصیات تقویم طالقانی
افزون بر ماه‌ها و پنجه ایی که یک سال را می‌سازند، بخش‌بندی‌های دیگری نیز در گاهشمار طالقانی وجود دارد:
1. گتِ چله (gate čelle): گتِ چله یا چله بزرگ از نخستین شب زمستان آغاز می‌شود و تا چهل شب به درازا می‌کشد.
2. کوچه چله (kuče čelle): کوچه چله یا چله کوچک که بی درنگ از پی چله بزرگ (گت چله) آغاز می‌شود و بیست شب است. چهار روز پایانی چلهٔ بزرگ (گت چله) و چله کوچک (کوچه چله) را چهار چهار می‌نامند، بسیار آشوبگرتر، سوزناک تر و نابود کننده تراست. چلهٔ کوچک (کوچه چله) می‌گوید: هفنم، من تهفنم، هرچه برادر بزرگم نکرد، عهد اش منم؛ یعنی هر خرابی ای که برادرم نتوانست به بار آورد، خود به گردن می‌گیرم و انجام می‌دهم.

## ماه‌ها و سال طالقانی
| ماه‌های طالقانی | معادل خورشیدی     |
| -------------- | ----------------- |
| ۱ - قَسَر ما     | مرداد ماه         |
| ۲ - کرچه ما    | شهریور ماه        |
| ۳ - خرا ما     | مهر ماه           |
| ۴ - تیره ما    | آبان ماه          |
| ۵ - مردالِ ما   | آذر ماه           |
| ۶ - شریرِ ما    | دی ماه            |
| ۷ - میره ما    | بهمن ماه          |
| ۸ - اونه ما    | اسفند ماه         |
| «شیشک» «پیتک»  | پس از اونه ما است |
| ۹ - سیاما ما   | فروردین ماه       |
| ۱۰- دیا ما     | اردیبهشت ماه      |
| ۱۱- وهمنه ما   | خرداد ماه         |
| ۱۲- نورج ما    | تیر ماه           |